# Nieznane katastrofy
Nieznane katastrofy – serial dokumentalny obrazujący niektóre katastrofy z powojennej Polski, które z różnych przyczyn nie zostały nagłośnione i pozostają nieznane dla szerszej opinii publicznej. Wyprodukowany przez Multimedia Bank dla stacji TVP3, powtórki były emitowane na stacji TVP Historia.

## Lista odcinków[1]
| Tytuł odcinka                | Wydarzenie                                              | Data wydarzenia                  |
| ---------------------------- | ------------------------------------------------------- | -------------------------------- |
| Uciekająca lokomotywa        | Katastrofa kolejowa pod Wrocławiem (1977)               | 9 lipca 1977                     |
| Ostatni kurs                 | Katastrofa autobusu w Gdańsku-Kokoszkach                | 2 maja 1994                      |
| M/S Konopnicka               | Pożar na statku MS Maria Konopnicka w Stoczni Gdańskiej | 13 grudnia 1961                  |
| Prom na Motławie             | Katastrofa promu na Motławie                            | 1 sierpnia 1975                  |
| Śmierć tliła się pod podłogą | Pożar w szpitalu psychiatrycznym w Górnej Grupie        | 31 października/1 listopada 1980 |
| Lot 691                      | Katastrofa lotu 691 PLL LOT                             | 26 marca 1981                    |
| Rządówka 73                  | Katastrofa samolotu rządowego pod Szczecinem            | 28 lutego 1973                   |
| Struga 12                    | Wybuch gazu w Gdańsku (1976)                            | 1 lutego 1976                    |
| 6 metrów śmierci             | Katastrofa przy kopalni miedzi „Konrad”                 | 13 grudnia 1967                  |
| Osobowy do Ełku              | Katastrofa kolejowa pod Działdowem                      | 3 lipca 1967                     |
| Eksplozja B-406/6            | Eksplozja na statku rybackim w Stoczni Północnej        | 18 czerwca 1980                  |
| Wilczy Jar                   | Katastrofa drogowa pod Żywcem                           | 15 listopada 1978                |